# NIC-3
La NIC-3 es una autopista nacional catalogada como troncal principal ubicada en Nicaragua. La carretera inicia en el Sur en el empalme de Sébaco con Jinotega con la NIC-1 en Jinotega hasta finalizar en el Norte en Condega.

## Salida e intersecciones importantes
La NIC‑3 recorre tres departamentos: Estelí, Jinotega y Matagalpa.
| Ubicación                                                               | KM   | Tipo                 | Destinos                                   | Notas                                                       |
| ----------------------------------------------------------------------- | ---- | -------------------- | ------------------------------------------ | ----------------------------------------------------------- |
| Estelí                                                                  | 0.00 | (Enlace en T)        | Condega – intersección con la NIC 1 /CA‑01 | Inicio de la NIC‑3 en Condega                               |
| Estelí                                                                  | 12.5 | (Cruce local)        | Comunidades rurales (Yalí)                 | Puente en El Bramadero, km 3.2 del tramo San Rafael–Condega |
| Estelí                                                                  | 17.5 | (Cruce a la derecha) | San Rafael del Norte – acceso urbano       | Ruta secundaria al casco urbano                             |
| Estelí                                                                  | 25.0 | (Enlace en T)        | San Nicolás – empalme con NN-33            | Empalme hacia La Concordia y Estelí                         |
| Jinotega                                                                | 37.0 | (Cruce local)        | La Vainilla                                | Puente La Vainilla                                          |
| Jinotega                                                                | 41.0 | (Cruce local)        | Guayucalí                                  | Puente Guayucalí                                            |
| Matagalpa                                                               | 55.0 | (Cruce local)        | Waswalí                                    | Puente en km 123+310 global                                 |
| Matagalpa                                                               | 80.0 | (Enlace en T)        | Sebaco – terminación de la NIC‑3           | Empalme con vías municipales; fin de ruta                   |
| 1.000 mi = 1.609 km; 1.000 km = 0.621 mi ↑ Norte ← Oeste • ↓ Sur → Este |      |                      |                                            |                                                             |